# Каливо
Каливо — пресноводное озеро на территории Костомукшского городского округа и Ледмозерского сельского поселения Муезерского района Республики Карелии.

## Общие сведения
Площадь озера — 1,4 км². Располагается на высоте 207,6 метров над уровнем моря.
Форма озера лопастная, продолговатая: оно вытянуто с запада на восток. Берега изрезанные, каменисто-песчаные, преимущественно возвышенные.
Из озера вытекает водоток без названия, впадающий в озеро Каменное, из которого берёт начало река Каменная. Последняя впадает в озеро Нюк, из которого берёт начало река Растас, впадающая в реку Чирко-Кемь.
В озере расположено не менее четырёх безымянных островов различной площади.
Код объекта в государственном водном реестре — 02020000911102000005438.